# Episodi di JAG - Avvocati in divisa (nona stagione)
La nona stagione della serie televisiva JAG - Avvocati in divisa, composta da 23 episodi, è stata trasmessa in prima visione negli Stati Uniti d'America dalla CBS tra il 26 settembre 2003 e il 21 maggio 2004.
In Italia è stata trasmessa in prima visione da Rai 2.
| nº | Titolo originale             | Titolo italiano               | Prima TV USA      | Prima TV Italia  |
| -- | ---------------------------- | ----------------------------- | ----------------- | ---------------- |
| 1  | A Tangled Webb: Part 2 (4/4) | La resa dei conti             | 26 settembre 2003 | 2 gennaio 2005   |
| 2  | Shifting Sands               | Sabbie mobili                 | 3 ottobre 2003    | 9 gennaio 2005   |
| 3  | Secret Agent Man             | Agente segreto                | 10 ottobre 2003   |                  |
| 4  | The One That Got Away        | Tempesta di sabbia            | 17 ottobre 2003   | 16 gennaio 2005  |
| 5  | Touchdown                    | L'informatore                 | 24 ottobre 2003   |                  |
| 6  | Back in the Saddle           | Disoccupato                   | 31 ottobre 2003   | 23 gennaio 2005  |
| 7  | Close Quarters               | Quarantena                    | 7 novembre 2003   |                  |
| 8  | Posse Comitatus              | Un caso di coscienza          | 14 novembre 2003  | 30 gennaio 2005  |
| 9  | The Boast                    | La partita di baseball        | 21 novembre 2003  |                  |
| 10 | Pulse Rate                   | Passione pericolosa           | 2 dicembre 2003   | 6 febbraio 2005  |
| 11 | A Merry Little Christmas     | Un piccolo felice Natale      | 12 dicembre 2003  |                  |
| 12 | A Girl's Best Friend         | L'anello                      | 9 gennaio 2004    | 13 febbraio 2005 |
| 13 | Good Intentions              | Buone intenzioni              | 16 gennaio 2004   |                  |
| 14 | People vs. SecNav            | Sotto processo                | 6 febbraio 2004   | 20 febbraio 2005 |
| 15 | Crash                        | Crash                         | 13 febbraio 2004  |                  |
| 16 | Persian Gulf                 | Nella tana del lupo           | 20 febbraio 2004  | 27 febbraio 2005 |
| 17 | Take It Like a Man           | Ordini e consigli             | 27 febbraio 2004  |                  |
| 18 | What If...                   | Il sentiero che non hai preso | 12 marzo 2004     | 6 marzo 2005     |
| 19 | Hard Time                    | Sieropositivo                 | 2 aprile 2004     |                  |
| 20 | Fighting Words               | Guerra di parole              | 30 aprile 2004    | 13 marzo 2005    |
| 21 | Coming Home                  | Picchetto d'onore             | 7 maggio 2004     |                  |
| 22 | Trojan Horse                 | Cavallo di Troia              | 14 maggio 2004    | 20 marzo 2005    |
| 23 | Hail and Farewell: Part 1    | Banchetto d'addio             | 21 maggio 2004    |                  |
| 24 | Hail and Farewell: Part 1    | Banchetto d'addio             | 21 maggio 2004    |                  |

## La resa dei conti
- Titolo originale: A Tangled Webb: Part 2
- Diretto da: Bradford May
- Scritto da: Stephen Zito

### Trama
Harm e Mac sopravvivono al duro atterraggio del loro biplano; Mac trova un pick-up con cui poter rientrare a Ciudad del Este. Qui trovano l'ufficio della CIA vuoto, ma vengono contattati dall'agente Hardy, collega di Webb, che spiega loro che una ragazza che lavorava con lui si è rivelata una collaboratrice di Garcia e di Fahd. Mac riesce a contattarla, ma Fahd vede di nascosto Mac e poco dopo uccide la ragazza. Harm riesce a capire come Fahd, abile nei travestimenti, intende fuggire; Mac e Harm riescono quasi a raggiungerlo, ma questi riesce a scappare. Webb e Galindez riescono a raggiungere un ospedale, dove Webb viene curato.
- Nota: Conclusione della lunga storia che copre quattro episodi, gli ultimi tre dell'ottava stagione e questo, primo della nona stagione.

## Sabbie mobili
- Titolo originale: Shifting Sands
- Diretto da: Jeannot Szwarc
- Scritto da: Dana Coen

### Trama
In Iraq una pattuglia di Marines cattura una donna intenta a rubare dei medicinali, la quale si dichiara appartenente al popolo dei beduini, ma che si rivela essere il sottufficiale Allison La Porte, data per dispersa dal 1991. L'ammiraglio Chegwidden affida il caso a Bud, il quale si reca in Iraq per indagare. Il sottufficiale La Porte dichiara di essere stata salvata dai beduini dopo che è caduta dall'elicottero dove viaggiava, e di essersi innamorata del figlio del capo tribù e di averlo sposato, diventando una di loro. In un primo tempo l'imputazione per il sottufficiale La Porte è diserzione, ma ben presto l'accusa si aggrava, quando si scopre che la tribù di cui fa parte spiava le truppe americane per conto di Saddam Hussein. Il caso è delicato anche per il fatto che il sottufficiale è figlia dell'ammiraglio Richard La Porte, vice direttore del controspionaggio della Marina. Mac e Harm rientrano dal Paraguay, ma Harm non viene reintegrato nel JAG. Il sottufficiale Tiner è stato ammesso alla Scuola Allievi Ufficiali, e lascia il JAG; il suo posto come attendente dell'ammiraglio viene assegnato al sottufficiale Coates. Harm riceve un'offerta di lavoro dalla CIA, che accetta.

## Agente segreto
- Titolo originale: Secret Agent Man
- Diretto da: Bradford May
- Scritto da: Darcy Meyers

### Trama
Harm riceve il suo primo incarico come pilota in servizio presso la CIA. Si reca nelle Filippine dove deve sbarcare un'automobile, in tutto e per tutto identica a quella di Felix Paraiso, un cosiddetto "uomo forte", una specie di signorotto locale, che intende compiere un colpo di stato. L'auto che deve sostituire quella di Paraiso è imbottita di telecamere, sensori, microfoni, per poter spiare le sue mosse. Compagna di Harm nella missione è Beth O'Neil, ex pilota di Marina, difesa da Harm in un processo. La missione prevede che i due debbano semplicemente sbarcare l'auto, ma qualcosa va storto, e devono essi stessi, in prima persona, occuparsi della missione. A Mikey, il fratello di Bud, viene chiesto da un compagno di Accademia, il guardiamarina Dupree, accusato di aver copiato il testo di un esame, di testimoniare a suo favore nell'azione disciplinare intentata contro di lui. Mikey chiede un parere a Bud e un aiuto a Mac, la quale indaga sul conto di Dupree.

## Tempesta di sabbia
- Titolo originale: The One That Got Away
- Diretto da: Kenneth Johnson
- Scritto da: Thomas L. Moran

### Trama
Durante una missione di ricognizione in Iraq, una pattuglia di Marines viene attaccata dall'esercito iracheno. Il sergente Ambrose viene colpito allo zaino, e perde tutto l'equipaggiamento, radio compresa; in seguito si perde nel deserto, ma viene ritrovato. A causa della perdita dell'equipaggiamento, viene citato in giudizio per inadempienza al dovere. Durante il dibattito, in cui Mac sostiene la difesa e il capitano Turner l'accusa, viene stabilito che Ambrose era stato la causa dello scontro a fuoco, in quanto si era imbattuto in un bambino che pascolava capre, il quale avvertì l'esercito iracheno: Ambrose non se la sentì di uccidere il bambino, come avrebbe dovuto. Il giudice, anche a causa della veemente presa di posizione contro Ambrose da parte del capitano Turner, decide di sottoporlo alla Corte marziale. Harm continua la sua avventura come spia al servizio della CIA; deve pilotare un velocissimo caccia stealth, l'Aurora, un modello ufficialmente non esistente, dotato di pulsoreattore in grado di spingerlo fino a Mach 6. L'aereo monta inoltre un dispositivo in grado di visualizzare oggetti nascosti sottoterra. La missione dovrebbe solo essere una ricognizione di prova, ma durante il volo viene chiesto di controllare un possibile movimento di truppe da parte della Corea del Nord, così l'Aurora si dirige verso la penisola coreana. Giunto nello spazio aereo nord-coreano, improvvisamente i motori si spengono, prima uno, poi l'altro, rendendo l'Aurora, man mano che rallenta, localizzabile dalla contraerea.

## L'informatore
- Titolo originale: Touchdown
- Diretto da: Dennis Smith
- Scritto da: Matt Witten

### Trama
Harm, nuovamente in compagnia di Beth O'Neil, ha una missione apparentemente più semplice rispetto alle precedenti: deve recarsi in Libia con un C-130 per prelevare un informatore della CIA, il quale è stato scoperto e deve quindi abbandonare il paese. Il problema è che egli decide di fare evacuare anche i parenti: moglie, suocera, cugino e rispettive famiglie. Il maggior tempo necessario a imbarcare tutte queste persone permette all'Esercito libico di raggiungere l'aereo, e lo scontro a fuoco che ne deriva danneggia alcune parti del velivolo. Durante il volo di rientro, Harm riesce a evitare un missile lanciato da un MiG, ma ben presto insorgono gravi problemi meccanici all'aereo, tanto da spingere Harm a una mossa disperata: chiedere di effettuare un appontaggio sulla portaerei Seahawk, in navigazione nel Mediterraneo meridionale. Il C-130 non è predisposto per l'appontaggio, e la mossa, più che disperata, sembra quasi suicida. Il JAG segue la causa del marinaio Westin, convertitosi all'Islam, e accusato da un terrorista egiziano di far parte di una cellula di Al Qaida. La confessione del terrorista è stata estorta con la tortura, e Mac, che difende Westin, si batte per escluderla dall'udienza, tuttavia le circostanze del momento, cioè la guerra non dichiarata, ma effettiva, combattuta dagli Stati Uniti contro Al Qaida, convincono la Corte ad ammetterla.

## Disoccupato
- Titolo originale: Back in the Saddle
- Diretto da: Kenneth Johnson
- Scritto da: Stephen Zito

### Trama
Harm viene licenziato dalla CIA, in quanto, dopo essere riuscito ad atterrare sulla portaerei Seahawk, la fortuita presenza di una troupe televisiva a bordo ha fatto sì che la sua immagine fosse vista da milioni di telespettatori, rendendo così il suo volto troppo noto per poter continuare a lavorare nell'Agenzia. Al JAG capita un fatto clamoroso: il comandante Carolyn Imes, avvocato del JAG, e personaggio ricorrente della serie, viene arrestata. Durante un controllo, l'ammiraglio Chegwidden si è accorto che la Imes non ha mai superato l'esame di ammissione al Foro del Michigan, come da lei falsamente dichiarato, e dunque tutte le cause da lei dibattute in 14 anni di permanenza al JAG vengono dichiarate nulle. Alcune di esse videro Harm come avvocato avverso, e Mac lo va a trovare, riallacciando i contatti dopo mesi di assenza a causa del suo lavoro presso la CIA. Harm ha nel frattempo trovato un nuovo lavoro: guida il suo Stearman sui campi coltivati, spargendo insetticida e diserbante, per conto di Mattie Grace, un'adolescente che ha ricevuto in eredità dalla madre l'hangar dove Harm fa tenere in custodia il suo aereo. L'ammiraglio Chegwidden, anche grazie al pressante invito del Capo Coates, va a trovare Harm, per chiarire le proprie divergenze, e offrirgli di rientrare nel JAG.

## Quarantena
- Titolo originale: Close Quarters
- Diretto da: Bradford May
- Scritto da: Dana Coen

### Trama
Il sottomarino americano USS Cathedral insegue un sottomarino sconosciuto nel Mar del Giappone; quest'ultimo urta contro una scogliera e affonda. Il Cathedral accoglie a bordo i 10 marinai del sottomarino naufragato, che si scopre essere di nazionalità nordcoreana. L'ammiraglio Chegwidden invia il comandante Turner a indagare, assieme al tenente Yi del controspionaggio della Marina, di origine coreana e con funzioni di interprete. I due collaborano male, per via di atteggiamenti rigidi da parte di entrambi. La situazione a bordo, già difficile per la ristrettezza dello spazio vitale, viene complicata quando uno dei nordcoreani sviene, e il dottore di bordo, visti i sintomi, sospetta che sia infetto da SARS. Harm torna al JAG, ma viene sottoposto a un duro carico di lavoro, dovendo rivedere tutti i suoi processi in cui ebbe Carolyn Imes come avvocato avverso (vedi episodio precedente), e in più quelli sostenuti dal tenente Singer. Harm incontra per caso un veterano della seconda guerra mondiale, Terrence Minnerly, nei guai con la giustizia e privo di pensione, e decide di aiutarlo per quanto possibile. Minnerly fece parte della cosiddetta Great Lakes Experience, un progetto del 1942 in cui migliaia di afro-americani vennero reclutati e addestrati alle arti, allo sport e alla musica, per tenere alto il morale durante la guerra.

## Un caso di coscienza
- Titolo originale: Posse Comitatus
- Diretto da: Stephen Cragg
- Scritto da: Paul J. Levine

### Trama
Un uomo, per sottrarsi all'arresto, si barrica nel proprio fienile, tenendo in ostaggio un agente, e cominciando a sparare sugli agenti presenti all'esterno. Improvvisamente giunge un elicottero Cobra dei Marines, pilotato dal maggiore Tanney, il quale, dopo qualche istante, spara sul fienile, uccidendo l'uomo e causando indirettamente il ferimento dell'agente in ostaggio. Il maggiore viene sottoposto a giudizio, per stabilire se abbia o meno violato il Posse Comitatus Act, cioè l'atto in cui viene proibito ai militari di operare come forze dell'ordine sul suolo americano, salvo casi eccezionali e comunque approvati; Mac rappresenta l'accusa, Harm la difesa. Bud e il comandante Turner sono alle prese con il caso del capitano di corvetta Bentley, medico della Marina, il quale ha deciso di chiedere il congedo per motivi di obiezione di coscienza proprio poco prima di essere inviato in Iraq. Egli ha infatti abbracciato la fede dei Quaccheri, che predicano la non violenza. Bud è l'ufficiale inquirente, che deve decidere se Bentley sia sincero oppure no, il capitano Turner è il suo difensore.

## La partita di baseball
- Titolo originale: The Boast
- Diretto da: Bradford May
- Scritto da: Matt Witten

### Trama
In un campo di prigionia in Iraq viene trovato morto un prigioniero, con le mani legate, ucciso con un colpo di pistola alla nuca. Qualche tempo dopo, il caporale Kelly, presente nel campo di prigionia quando avvenne il fatto, si vanta con una ragazza in un bar di avere ucciso un prigioniero, senza sapere che la ragazza è una giornalista, la quale pubblica un articolo al riguardo. Il caporale finisce sotto inchiesta, e il caso diventa delicato, quando si scopre che il prigioniero era in realtà un informatore della CIA; Mac assume la difesa, Bud l'accusa. Harm e l'ammiraglio si recano a Los Angeles per l'annuale partita di baseball che vede affrontarsi la squadra della Marina contro quella dei Marines. Qui assistono a un fatto increscioso: durante una battuta, il lanciatore - della Marina - colpisce alla testa il battitore, causandogli una commozione cerebrale. Sembrerebbe un incidente di gioco, ma l'allenatore della squadra dei Marines, che è anche il padre del battitore, presenta denuncia contro il lanciatore per aggressione e tentate lesioni gravi. L'ammiraglio si riserva la difesa, mentre Harm accetta di affrontarlo, assumendo l'accusa.

## Passione pericolosa
- Titolo originale: Pulse Rate
- Diretto da: LeVar Burton
- Scritto da: Darcy Meyers

### Trama
Un marinaio, tecnico di riparazione dei radar sulla portaerei USS Gillcrist, viene ucciso dall'attivazione del dispositivo da parte del sottufficiale Anna Farrier. Mac e Harm giungono sulla portaerei per indagare, e scoprono che il cartellino di avviso, che era stato posto sui comandi del radar, non era più al suo posto quando la Farrier lo ha azionato. Il responsabile viene individuato nel sottufficiale Yates, affetto da una grave forma di tabagismo, e che quindi sovente abbandonava il suo posto per recarsi a fumare di nascosto. A complicare il caso, si scopre anche che il sottufficiale Atwood litiga sovente con Yates, sia per il suo vizio, sia per gelosia nei confronti della Farrier, che ebbe un flirt con Yates. Mikey, il fratello di Bud, vuole uscire con la sorella del suo amico e compagno di corso Kevin Dupree, ma questi è molto protettivo nei confronti della sorella. Il sottufficiale Coates viene incaricato dall'ammiraglio Chegwidden di organizzare il suo matrimonio, e il sottufficiale prende a cuore l'incarico, anche troppo.

## Un piccolo felice Natale
- Titolo originale: A Merry Little Christmas
- Diretto da: Bradford May
- Scritto da: Stephen Zito

### Trama
Si avvicina l'udienza in cui Harm chiederà ufficialmente di diventare tutore di Mattie Grace, ma intanto la ragazzina deve andarsene dall'hangar dove tiene gli aerei, perché ha dovuto venderlo. All'udienza si presenta anche il padre naturale di Mattie, che vuole prenderla con sé; per vincere la causa, Harm chiede aiuto a Mac. Il regalo di Natale per la fidanzata Meredith da parte dell'ammiraglio Chegwidden va in fumo, bruciato assieme al furgone del corriere espresso che lo stava trasportando in Italia, dove Meredith si trova momentaneamente. Il sottufficiale Coates si offre di aiutare l'ammiraglio, e questa volta riesce a trovare la giusta misura. Il comandante Turner conosce una cantante di jazz, Varese Chestnut, e i due provano una simpatia reciproca.

## L'anello
- Titolo originale: A Girl's Best Friend
- Diretto da: James Keach
- Scritto da: Darcy Meyers

### Trama
Meredith inavvertitamente danneggia l'anello di fidanzamento regalatole dall'ammiraglio Chegwidden, causando la fuoriuscita del diamante dalla montatura. Il professor Alessandro Selvaggio, suo collega, negli Stati Uniti per una conferenza, si accorge che sul diamante non è stato inciso il numero di serie. L'ammiraglio comincia a indagare, e riesce a scoprire un giro di affari illegale messo in piedi dal tenente Maravalis, un tecnico della Marina. Dapprima viene accusato di rivendere i diamanti provenienti da traffici illeciti di armi, ma la realtà è differente, e solo una visita di Mac alla CIA riesce a chiarire la faccenda. Harm, dopo aver ottenuto la patria potestà di Mattie, ha il problema di dove ospitarla; il suo appartamento non è attrezzato per la convivenza con una ragazzina di minore età, così pensa di affittare per lei un appartamento libero nello stesso stabile. Mattie però non può abitare da sola, così Harm cerca di convincere il sottufficiale Coates a venire ad abitare insieme a lei.

## Buone intenzioni
- Titolo originale: Good Intentions
- Diretto da: Michael Fresco
- Scritto da: Thomas L. Moran

### Trama
Il guardiamarina Monica De La Torre viene trovata morta sul molo di Norfolk; gli indizi, che paiono schiaccianti, portano al sottufficiale Cumpiano. Mac assume la difesa, Harm l'accusa, ed entrambi cominciano a indagare; in particolare Mac cerca di trovare una possibile alternativa, qualche ulteriore indizio trascurato dalla polizia. Bud, in veste di difensore, e il comandante Turner, come pubblica accusa, si occupano del caso del comandante Rainer, addestratore dei SEAL, accusato di appropriazione indebita. In un primo tempo Rainer rigetta l'accusa, poi si assume la responsabilità del fatto, ma dimostra come i soldi da lui sottratti siano stati impiegati per l'acquisto di un gas nervino di provenienza russa. Rainer intendeva darlo in dotazione alle squadre da lui addestrate, da impiegare come ultima risorsa in caso di attacco nemico.

## Sotto processo
- Titolo originale: People vs. SecNav
- Diretto da: Dennis Smith
- Scritto da: Larry Moskowitz

### Trama
In Iraq una pattuglia di Marines, sotto pesante attacco, fa bombardare un ospedale, nel quale si erano barricati soldati iracheni. L'azione causa anche un gran numero di vittime civili, e questo fa scattare una denuncia internazionale contro gli Stati Uniti, in particolare contro il Presidente e i vari Segretari dei corpi d'armata, tra cui il Segretario della Marina Sheffield. Questi si deve recare nei Paesi Bassi, presso la Corte internazionale di giustizia dell'Aia, per rispondere delle accuse. Sheffield incarica il JAG di preparare il collegio difensivo, e l'ammiraglio Chegwidden sceglie i suoi due migliori avvocati, Harm e Mac, i quali chiamano Bud ad aiutarli. Si tratta della causa più importante sostenuta dai due, da vincere a qualunque costo, perché in gioco c'è l'onore degli Stati Uniti stessi. Bud, poco tempo dopo l'arrivo in Europa, deve però rientrare precipitosamente, perché il figlio A.J. è scomparso da una sala giochi, dove era stato accompagnato dal fratello Mikey.

## Crash
- Titolo originale: Crash
- Diretto da: Bradford May
- Scritto da: Matt Witten

### Trama
Il tenente Ross si schianta con il suo F-18 sulla portaerei USS Bennington durante le fasi di atterraggio. Le indagini condotte da Mac e Harm portano alla conclusione che molto probabilmente Ross avesse intenzione di suicidarsi, perché pensava che il suo matrimonio fosse finito. Alcune sue affermazioni al riguardo vennero sottovalutate dal capo squadriglia, il comandante Stanich, che finisce sotto accusa; Harm assume la difesa, Mac l'accusa. Harm non smette di indagare, e a un certo punto ottiene delle informazioni che lo inducono a cercare di dimostrare che Ross in realtà non intendeva affatto suicidarsi.

## Nella tana del lupo
- Titolo originale: Persian Gulf
- Diretto da: Kenneth Johnson
- Scritto da: Philip DeGuere Jr.

### Trama
Dopo più di un mese, il caso del tenente Maravalis non è ancora chiuso: i 24 diamanti sintetici da lui trafugati e la somma di denaro ricavata dalla vendita non sono ancora stati riconsegnati alla Marina. Harm rimane ferito in un incidente sospetto: la batteria della sua Corvette C3 esplode mentre la sta esaminando, privandolo dell'udito, per fortuna non in maniera permanente. Pochi giorni dopo il denaro rientra, ma la cassetta di sicurezza in cui dovrebbero essere contenuti i diamanti è vuota. Mac contatta nuovamente la CIA, scoprendo che l'agente con cui aveva avuto contatti per il caso Maravalis è stato torturato a morte, non prima di avere avuto accesso alla cassetta di sicurezza. A questo punto si fa largo un'ipotesi inquietante: i diamanti potrebbero essere stati utilizzati per acquistare armi, magari un'arma nucleare, e dietro a tutta la vicenda potrebbe esserci Sadik Fahd, che scappando dal Paraguay minacciò vendetta.

## Ordini e consigli
- Titolo originale: Take It Like a Man
- Diretto da: David James Elliott
- Scritto da: Darcy Meyers

### Trama
L'ex caporale Strange dei Marines gira per le scuole facendo conferenze sulle sue imprese valorose durante l'invasione statunitense di Panama del 1989, ed esibisce una Stella d'argento al valore che in realtà non ha mai conseguito. Viene scoperto e denunciato al JAG; egli si difende sostenendo che le azioni da lui descritte, cioè aver salvato due commilitoni durante un attacco nemico, sono vere, e quindi il conseguimento della decorazione sarebbe stato giustificato, ma i commilitoni non hanno mai confermato. Mac assume la difesa, Harm l'accusa. Mac durante il dibattito assume più volte un atteggiamento particolarmente aggressivo, e in un'occasione quasi si scontra con l'ammiraglio Chegwidden, che le ordina di consultare uno psicologo. La causa del suo atteggiamento pare essere il recente confronto con Sadik Fahd, per lei estremamente duro dal punto di vista psicologico. Bud difende un Marine che ha portato con sé dalle Isole Okinawa un esemplare di vipera locale, specie molto velenosa. Bud tiene nel suo ufficio l'animale, ma un bel giorno la teca in cui è contenuto appare vuota...

## Il sentiero che non hai preso
- Titolo originale: What If...
- Diretto da: Kenneth Johnson
- Scritto da: Stephen Zito e Don McGill

### Trama
Lo staff del JAG è riunito a cena in un ristorante cinese per festeggiare la promozione a sergente di Jennifer Coates. Al termine della cena, come d'uso, vengono portati i dolcetti della fortuna, contenenti ognuno un biglietto con un motto, da leggere ad alta voce. Il primo a prenderne uno è Harm, e il suo biglietto riporta la scritta "Il tuo desiderio inespresso è il sentiero che non hai mai preso. Prendilo!" Harm comincia a sognare a occhi aperti e immagina un mondo alternativo, dove lui è sposato con Mac, ma lei ha chiesto il divorzio, per stare con il suo nuovo fidanzato, l'ex colonnello Farrow, sua vecchia fiamma. In questo mondo immaginario Harriet ha lasciato Bud poco prima del matrimonio, quest'ultimo ha lasciato il JAG e vende piscine, il neo sergente Coates fa la ladra di opere d'arte, il comandante Turner è sposato con la cantante Varese Chestnut e l'ammiraglio Chegwidden è un avvocato civile, avendo anch'egli lasciato la carriera militare, ed è sposato con Meredith. A capo del JAG c'è una vecchia conoscenza, l'ammiraglio Alison Krennick, personaggio fisso della prima stagione. Mac, prima di partire con Farrow, si scontra in aula con Harm per un'ultima volta, ma il processo ben presto diventa un pretesto di discussione personale per i due avvocati, con Harm intenzionato a riconquistare Mac, sperando di riuscirci prima che il sogno finisca.

## Sieropositivo
- Titolo originale: Hard Time
- Diretto da: Bradford May
- Scritto da: Dana Coen

### Trama
Mac ottiene la condanna per uso di stupefacenti del Marine Michelle Boyer, ma questa, in un incontrollato scatto d'ira, al termine del processo colpisce con un pugno Mac, facendola svenire. Al successivo processo per aggressione, viene condannata a 5 anni di lavori forzati. Per una serie di circostanze, nessuno è in grado di accompagnare la Boyer al penitenziario, e il compito tocca proprio a Mac. Durante il viaggio insorgono molti inconvenienti, e così Mac ha la possibilità di conoscere meglio la Boyer, arrivando a scoprire una circostanza che potrebbe scagionarla. Harm e Bud si occupano del caso del sergente maggiore Defina, del quale per caso viene scoperta la sieropositività al virus HIV. Per una leggerezza, la voce della sua condizione si sparge, e il superiore non può far altro che sospenderlo, essendo lui un istruttore e quindi avendo a che fare con molte reclute. Defina sostiene di aver contratto il virus durante una trasfusione di sangue in Costa d'Avorio, e si rivolge al JAG per ottenere nuovamente il suo incarico. La moglie si dimostra subito molto restìa alla possibilità che il caso del marito venga dibattuto pubblicamente in aula, e Defina spiega a Harm che anche lei è sieropositiva, avendola infettata prima che venisse a conoscenza del suo stato di salute. Harm e Bud indagano e vengono a conoscenza di alcuni fatti che possono cambiare l'angolatura dalla quale osservare la situazione.

## Guerra di parole
- Titolo originale: Fighting Words
- Diretto da: Jeannot Szwarc
- Scritto da: Matt Witten

### Trama
Durante una conferenza stampa al Pentagono, viene presentata la task force incaricata di individuare e fermare tutti i terroristi ancora operanti in Iraq, comandata dal generale iracheno Jabra e dal generale dei Marines Watson. Una giornalista della ZNN dichiara che il generale Watson, pochi giorni prima, durante un sermone in una chiesa battista, ha espresso parole di disprezzo nei confronti della religione islamica. Lo scalpore suscitato fa finire il generale sotto inchiesta, la cui conclusione è che ci sono gli estremi affinché egli sia giudicato dalla corte marziale; Harm assume la difesa, Mac l'accusa. La causa intentata dal tenente Yi per razzismo contro il comandante Turner sta per giungere in aula; l'ammiraglio Chegwidden incarica Bud di difendere Turner. Bud si incontra con Yi, cercando di capire le ragioni di questa denuncia, e magari di trovare una soluzione.

## Picchetto d'onore
- Titolo originale: Coming Home
- Diretto da: Bradford May
- Scritto da: Stephen Zito

### Trama
Il Marine Smithfield viene ucciso durante un'azione in Iraq. La famiglia Smithfield ha una grande tradizione in campo militare, quindi la madre viene assediata dai giornalisti, che sperano di sentire da lei una dichiarazione contraria all'intervento americano in Iraq. La sorella del Marine ucciso è compagna di scuola e grande amica di Mattie, la ragazzina di cui Harm è tutore; Mattie chiede a Harm di aiutare la signora Smithfield a fronteggiare i giornalisti. Mac e Bud sono occupati a indagare su di una fabbrica di giubbotti antiproiettile, perché sono giunte lamentele riguardo l'efficienza di un particolare modello; uno di questi giubbotti era indossato proprio dal Marine Smithfield.

## Cavallo di Troia
- Titolo originale: Trojan Horse
- Diretto da: Peter Ellis
- Scritto da: Darcy Meyers

### Trama
Un plotone di Navy SEAL abborda una nave e sequestra un carico di droga. Sulla nave è presente Simon Tanveer, un agente del MI5, il servizio segreto inglese, che si è infiltrato nella banda e ha richiesto l'intervento dei SEAL. Controllando il carico, prima e dopo il trasbordo dalla nave alla portaerei Wake Island, si scopre che manca un chilo di eroina; Harm per caso si trova già sulla portaerei, viene raggiunto da Mac e i due cominciano a indagare, scoprendo la droga mancante nell'alloggiamento del sottufficiale Wilks, che viene sottoposto a processo sulla portaerei. Mac assume l'accusa, Harm la difesa. Bud segue il caso del caporale Witherspoon, che ha vinto un concorso canoro nazionale riservato ai militari, ed è stato messo sotto contratto da una casa discografica. Purtroppo il caporale non ha letto bene le clausole del contratto, ed essendo in procinto di partire per l'Iraq, potrebbe essere denunciato per inadempienza, non potendo presentarsi in sala d'incisione. Bud si incontra con il presidente della società, Howie Black, cantante anch'egli e persona molto stravagante, per cercare di convincerlo a non intraprendere azioni legali contro Witherspoon.

## Banchetto d'addio
- Titolo originale: Hail and Farewell: Part 1
- Diretto da: Dennis Smith
- Scritto da: Dana Coen

### Trama
La nave USS Thomas Lyons, in navigazione nello Stretto di Malacca, tenta di recuperare un gommone con a bordo tre uomini, ma a causa delle avverse condizioni meteo il tentativo fallisce e i tre uomini muoiono, con altri tre uomini di equipaggio. Il comandante Turner viene inviato a indagare, e scopre che i tre uomini del gommone erano agenti della CIA, dei quali non può nemmeno conoscere l'identità; per caso, però, intravede le schede dei tre defunti con le foto, tra le quali quella di Clayton Webb. Harriet viene insignita di un'onorificenza, per aver organizzato il concerto di Natale a Baghdad, e contestualmente annuncia di essere nuovamente incinta, per cui è costretta a chiedere un incarico meno gravoso, e quindi lascerà il JAG. Anche l'ammiraglio Chegwidden è in procinto di lasciare il JAG, per andare in pensione, e decide di organizzare un banchetto d'addio per salutare il suo staff. Mac da qualche tempo soffre di fastidiosi mal di schiena, e decide di farsi controllare in ospedale. Mattie, la ragazzina di cui Harm è tutore, si riavvicina a suo padre.
- Nota. Questo episodio è un cliffhanger, la storia si conclude nel primo episodio della decima stagione.